# Tiwa Autonomous Council
El Tiwa Autonomous Council (també Lalung Autonomous Council o Lalung (Tiwa) Autonomous Council) es va crear el juliol de 1995 dins l'estat d'Assam, com a entitat autònoma del poble lalung o tiwa.